# Концерт (балет)
«Концерт» (англ. The Concert, or The Perils of Everybody, букв. — «Концерт, или опасность для каждого») — одноактный балет Джерома Роббинса на музыку Фредерика Шопена. Художник по костюмам — Ирен Шарафф, художник по свету — Дженнифер Типтон, сценография Сола Стейнберга и Эдварда Гори.
Премьера состоялась 6 марта 1956 года в Нью-Йорке, в Городском центре музыки и драмы. Первыми исполнителями стали Танакиль Леклер, Тодд Болендер, Ивонн Мунси, Роберт Барнет, Вилма Кёрли, Джон Мандия, Шон О’Брайен, Патрисия Савойя и Ричард Томас. Кроме 9 солистов, в спектакле заняты 12 артистов кордебалета и пианист. Партию фортепьяно исполнил Николас Копейкин (англ. Nicholas Kopeikine), дирижировал премьерой Хьюго Фиорато (англ. Hugo Fiorato).

### Музыка
Роббинс использовал девять фортепианных произведений Шопена — по числу солистов своего балета:
- Полонез ля мажор, соч. 40 № 1 («Военный»)
- Колыбельная ре-бемоль мажор, соч. 57
- Прелюдия фа минор, соч. 28 № 18
- Прелюдия си-бемоль минор, соч. 28 № 16
- Вальс ми минор, соч. 15 (посмертное)
- Прелюдия ля мажор, соч. 28 № 7
- Мазурка соль мажор[англ.], соч. 67 № 1 (посмертное)
- Прелюдия ми минор, соч. 28 № 4
- Баллада № 3 ля-бемоль мажор, соч. 47

Оркестровка принадлежит Клэру Грундману.

## Постановки в других театрах
- 13 апреля 2007 — Пермский театр оперы и балета (в одной программе с балетом «Времена года», постановщики Барт Кук и Мария Калегари).
- 10 июля 2010 — Московский музыкальный театр (в одной программе с балетами «В ночи» и «Другие танцы», постановщик Киплинг Хьюстон).